# 麺ズ・クラブ
麺ズ・クラブとは、茨城県つくば市に本社を置くラーメンチェーン店を展開する企業である。「麺ズ・クラブ」という社名がそのまま展開する店名となっている。

## 概要
会社の創業は1996年4月1日。茨城県を中心に栃木県、千葉県、宮城県の各県に出店している。
元々「ラーメン専科」（株式会社ミツバ・ニッコウ）というフランチャイズに加盟していたオーナー数人が独立して設立したもので、現在でもミツバ・ニッコウから材料等などの取引がある。

## 店舗一覧
- 茨城県	      	
  - 下妻店
  - 下館店（2023年11月閉店、現：ランチ＆ダイニング かず屋-KAZUYA-）
  - 八千代店（2019年1月に閉店、現: ラーメン専門店  源 GEN（2019年1月〜2022年7月）→麺屋  吉（2022年7月〜2023年9月）→らぁめん でんか（2023年9月〜））
  - 真壁店
  - 牛久店
  - 石下店(2023年10月閉店、現：鶏そば 炭や)
  - 玉里店
  - 岩井店
- 千葉県
  - 流山インター店
- 栃木県
  - 宇都宮店（2016年8月末閉店）
  - 二宮店
- 宮城県
  - 涌谷店